# Laucha an der Unstrut
Laucha an der Unstrut è una città di 2 798 abitanti della Sassonia-Anhalt, in Germania.

Appartiene al circondario del Burgenland (targa BLK) ed è parte della comunità amministrativa (Verwaltungsgemeinschaft) dell'Unstruttal.

## Geografia antropica

### Suddivisioni amministrative
Laucha si divide in 6 zone, corrispondenti all'area urbana e a 5 frazioni (Ortsteil):
- Laucha (area urbana)
- Burgscheidungen
- Dorndorf
- Kirchscheidungen
- Plößnitz
- Tröbsdorf